# Lyssomanes peruensis
Lyssomanes peruensis là một loài nhện trong họ Salticidae.
Loài này thuộc chi Lyssomanes. Lyssomanes peruensis được Dmitri Viktorovich Logunov miêu tả năm 2000.